# Chiloglanis batesii
Chiloglanis batesii és una espècie de peix de la família dels mochòkids i de l'ordre dels siluriformes.
Els mascles poden assolir els 4,7 cm de llargària total.
Es troba a Àfrica: conques dels rius Níger i Congo, República Centreafricana i Camerun.